# Interpelación

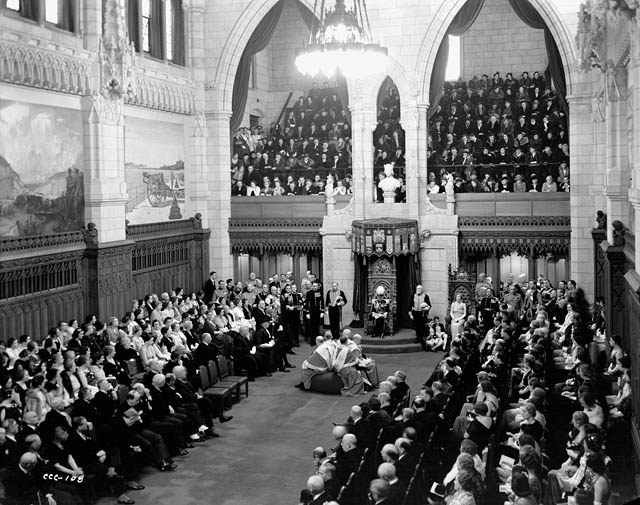
Lord Tweedsmuir dando un discurso desde el Trono, hacia el parlamento canadiense

La interpelación es el acto de interrogar a un miembro del Consejo de Ministros o Gabinete por parte de los miembros del poder legislativo (Asambleas o Congresos) de cada país o región acerca de un tema específico con el fin de —finalmente— hacer valer su responsabilidad política en un tema determinado.

## Historia
Esta institución nace en el Parlamento del Reino Unido, en el cual los miembros de la Cámara de los Comunes interrogan a uno de los ministros del gabinete de la Reina, estando estos últimos obligados a contestar.

## Aplicación

### Sistema parlamentario
En los países con régimen parlamentario, los miembros del gobierno suelen formar parte al mismo tiempo del respectivo Congreso o Asamblea. En estas naciones, es tradicional que exista un "Gabinete en la sombra", con miembros encargados de evaluar y contrarrestar el trabajo de un ministro es su cartera. Esto suele generar debates intensos y muy interesantes, acerca de la marcha política en un país determinado. Un caso ejemplar es el Reino Unido, donde nace la institución. Casos como estos se dan en Canadá, España, Francia y  Bolivia, entre otros, y dichas interpelaciones pueden ir acompañadas de un voto de censura o de un juicio político (proceso de destitución) en contra de la administración.

### Sistema presidencialista
En el caso de los países con régimen presidencial, la interpelación no es un mecanismo usual. Algunos países lo regulan de manera especial, pero sin las facultades que generalmente se establecen en favor de los diputados o representantes de un parlamento. El contrapeso contra la autoridad presidencial suele estar marcada en el sistema de juicio político, antes que en las mociones de censura, propias del sistema parlamentario.

## Regulación por países

### Chile
En Chile, la interpelación de los ministros de Estado por parte del Congreso Nacional existió como una práctica que, si bien no fue incorporada a la Constitución de 1833, fue importante para la vida cívica entre 1833 y 1925. Siendo muy comúnmente usado en el periodo histórico entre 1891 y 1924 para provocar la caída de ministros. Se tomaba como base una interpretación amplia del artículo 88 que señalaba «Luego que el Congreso abra sus sesiones, deberán los Ministros del Despacho darle cuenta del estado de la Nación, en lo relativo a los negocios del Departamento de cada uno de ellos».
En la Constitución de 1925, se estableció en su artículo 39, inciso 2º que la Cámara de Diputados podía «con el voto de la mayoría de los Diputados presentes, adoptar acuerdos o sugerir observaciones que se transmitirán por escrito al Presidente de la República», explicitando que los acuerdos u observaciones que adoptara la Cámara «no afectarán la responsabilidad política de los Ministros y serán contestados por escrito por el Presidente de la República o verbalmente por el Ministro que corresponda». La última situación, teóricamente, podría interpretarse como una forma de interpelación.
En la Constitución de 1980, en su texto original, se establecía que, para fiscalizar los actos del Gobierno, la Cámara podía con el voto de la mayoría de los diputados presentes, "adoptar acuerdos o sugerir observaciones que se transmitirán por escrito al Presidente de la República, debiendo el Gobierno dar respuesta, por medio del Ministro de Estado que corresponda, dentro de treinta días", aclarando que en ningún caso, dichos acuerdos u observaciones afectarían la responsabilidad política de los Ministros y que "la obligación del Gobierno se entenderá cumplida por el sólo hecho de entregar su respuesta".
Con la reformas a la Constitución de 1980 promulgadas en el año 2005, se estableció la institución de la interpelación. El artículo 52 de ésta señala que, para fiscalizar los actos de gobierno, además de adoptar acuerdos o sugerir observaciones, solicitar determinados antecedentes al Gobierno, o crear comisiones investigadoras, la Cámara de Diputados puede:

Citar a un Ministro de Estado, a petición de a lo menos un tercio de los diputados en ejercicio, a fin de formularle preguntas en relación con materias vinculadas al ejercicio de su cargo. Con todo, un mismo Ministro no podrá ser citado para este efecto más de tres veces dentro de un año calendario, sin previo acuerdo de la mayoría absoluta de los diputados en ejercicio. La asistencia del Ministro será obligatoria y deberá responder a las preguntas y consultas que motiven su citación
Artículo 52, letra b) de la Constitución Política de la República

Esta situación no ha sido reglada en su cabalidad, y a julio de 2006, el primer ministro de Estado de Chile interpelado fue Martín Zilic, para que explicara el rol del gobierno de Michelle Bachelet durante las movilizaciones estudiantiles de mayo y junio de ese año. En el mismo gobierno de Michelle Bachelet, fueron interpelados la ministra de Salud María Soledad Barría y con posterioridad el ministro del Interior Belisario Velasco, por su rol en el Plan Transantiago.

### Perú
A continuación la metodología seguida para la Interpelación de los miembros del Consejo de Ministros 
El procedimiento de interpelación al Consejo de Ministros en pleno o a cualquiera de los ministros, se desarrolla de acuerdo con las siguientes reglas : 
1. El pedido de interpelación se formula mediante moción de orden del día, firmada por no menos del quince por ciento del número legal de Congresistas y acompañada del respectivo pliego interpelatorio.
2. Para la admisión de la moción de interpelación se requiere el voto de por lo menos el tercio de Congresistas hábiles. La votación se efectúa indefectiblemente en la sesión siguiente a la del debate de la admisión.
3. El Pleno del Congreso acuerda día y hora para que los ministros contesten la interpelación, lo que les será comunicado con anticipación, acompañando el pliego respectivo. Si lo estimara conveniente, la Mesa Directiva podrá coordinar y proponer la fecha y hora al Pleno. En todo caso, la interpelación no puede realizarse ni votarse antes del tercer día posterior a su admisión ni después del décimo